# Ebenezer Joshua
Ebenezer Theodore Joshua (* 23. Mai 1908, Kingstown, British Windward Islands; † 14. März 1991) war ein Politiker in St. Vincent und den Grenadinen und der erste Chief Minister von Saint Vincent von 1960 bis 1967. Davor war er der Leiter des Legislative Council von 1956 bis 1961.

## Leben

### Jugend und Politik
Joshua wurde am 23. Mai 1908 in Kingstown auf der Insel St. Vincent geboren, damals ein Teil der British Windward Islands. Als junger Mann in den 1920ern ging er zum Arbeiten auf die nahegelegene Insel Trinidad. Dort engagierte er sich in der Gewerkschaftsarbeit mit Buzz Butler und war Funktionär in der Oilfields Workers’ Trade Union (1938–1950), und er kandidierte erfolglos für die Trinidad Legislature. Bei seiner Rückkehr nach Saint Vincent ging Joshua in die Politik und wurde 1951 in das Parlament (House of Assembly) gewählt als Mitglied der Eighth Army of Liberation. 1952 gründete er mit seiner Frau Ivy Joshua die People’s Political Party (PPP) als politischen Arm der Federated Industrial Allied Workers Union (FIAWU), einer Gewerkschaft für Arbeiter in der Landwirtschaft und Schiffsbauer. Die Partei sprach deutlich gegen Kolonialismus und die Plantocracy (Herrschaft der Plantageneigentümer).

### Karriere
In den Wahlen 1957 wurden Ebenezer und Ivy Joshua das erste verheiratete Ehepaar, welches in ein Parlament der British West Indies gewählt wurde. 1961, als Saint Vincent und die Grenadinen zunehmend Autonomie errangen, wurde Joshua Chief Minister. Er war zusätzlich Minister of Finance of Saint Vincent and the Grenadines. Seine People’s Political Party errang in den folgenden Wahlen immer wieder Erfolge. Joshua unterstützte die kurzlebige Federation of the West Indies. 1962 setzte Joshua die Regierungssubventionen für die Zuckerfarmer aus, woraufhin die Mt Bentinck Sugar Cane Factory nach Jahren finanziellen Missmanagements schließen musste. Er reiste dann nach Barbados zu einem regionalen Treffen zu landwirtschaftlichen Problemen; ein Missverständnis der Abfolge der Ereignisse und der Geschichte von St. Vincent wurde zum Ausgangspunkt für den Song „Joshua Gone Barbados“ des US-amerikanischen Musikers Eric von Schmidt.
1967 verlor die PPP ihre parlamentarische Mehrheit und Robert Milton Cato wurde Chief Minister, der Führer der Saint Vincent Labour Party. Nach den Wahlen 1972 wurde Joshua zum Minister of Finance im Kabinett von James Fitz-Allen Mitchell ernannt. Er trat 1974 zurück.
Joshua blieb im Parlament, aber die PPP begann zu schrumpfen, als die New Democratic Party als politischer Konkurrent auftauchte. 1979 verlor die PPP alle Sitze im Parlament. Joshua trat 1980 als Parteiführer zurück und die Partei wurde 1984 aufgelöst.

## Persönliches
1980 wurde Joshua Mitglied der The Church of Jesus Christ of Latter-day Saints (LDS Church). Er diente einige Zeit im Vorsitz der Gemeinde der LDS Church in Kingstown, welche damals die einzige Gemeinde der Kirche in Saint Vincent und den Grenadinen war.
Joshua hatte 5 Kinder mit seiner ersten Frau, eine adoptierte Tochter und 2 uneheliche Kinder, darunter La Fleur Johnson. Die Mutter von Michael S. Joshua (ehemals Professor an der Virginia State University) ist Gayther George.

## Tod und Vermächtnis
Joshua starb am 14. März 1991 in Kingstown, Saint Vincent.
Der Arnos Vale Airport wurde zu seinen Ehren in E. T. Joshua Airport umbenannt. Nach der Schließung des Flughafens 2017 wurde das Gebäude des ehemaligen Passagierterminals renoviert und zu einer Shopping Plaza umgebaut, dem The Joshua Centre.